# Snowboard ai XXIV Giochi olimpici invernali - Slopestyle maschile
La gara di slopestyle maschile dei XXIV Giochi olimpici invernali di Pechino, in Cina, si è svolta dal 6 al 7 febbraio presso il Genting Snow Park sito a Zhangjiakou.

## Risultati

### Qualificazioni
I primi 12 classificati accedono direttamente alla finale. Si considera il risultato della migliore delle 2 run.
| Pos. | #  | Atleta              | Nazione       | Run 1 | Run 2 | Punti | Note |
| ---- | -- | ------------------- | ------------- | ----- | ----- | ----- | ---- |
| 1    | 28 | Su Yiming           | Cina          | 86.80 | 41.93 | 86.80 | QF   |
| 2    | 4  | Mark McMorris       | Canada        | 62.70 | 83.30 | 83.30 | QF   |
| 3    | 17 | Sean FitzSimons     | Stati Uniti   | 78.76 | 26.75 | 78.76 | QF   |
| 4    | 15 | Ståle Sandbech      | Norvegia      | 70.11 | 78.61 | 78.61 | QF   |
| 5    | 1  | Redmond Gerard      | Stati Uniti   | 78.20 | 43.95 | 78.20 | QF   |
| 6    | 26 | Takeru Otsuka       | Giappone      | 32.93 | 74.93 | 74.93 | QF   |
| 7    | 19 | Emiliano Lauzi      | Italia        | 71.71 | 47.76 | 71.71 | QF   |
| 8    | 2  | Sébastien Toutant   | Canada        | 23.68 | 71.06 | 71.06 | QF   |
| 9    | 10 | Mons Røisland       | Norvegia      | 70.96 | 41.41 | 70.96 | QF   |
| 10   | 13 | Maxence Parrot      | Canada        | 70.11 | 36.68 | 70.11 | QF   |
| 11   | 21 | Chris Corning       | Stati Uniti   | 48.48 | 69.30 | 69.30 | QF   |
| 12   | 6  | Kaito Hamada        | Giappone      | 56.06 | 67.45 | 67.45 | QF   |
| 13   | 9  | Rene Rinnekangas    | Finlandia     | 67.10 | 60.10 | 67.10 |      |
| 14   | 5  | Marcus Kleveland    | Norvegia      | 37.28 | 64.86 | 64.86 |      |
| 15   | 18 | Vlad Khadarin       | ROC           | 64.73 | 21.15 | 64.73 |      |
| 16   | 8  | Noah Vicktor        | Germania      | 16.66 | 62.56 | 62.56 |      |
| 17   | 3  | Dusty Henricksen    | Stati Uniti   | 37.46 | 58.46 | 58.46 |      |
| 18   | 11 | Tiarn Collins       | Nuova Zelanda | 58.36 | 29.21 | 58.36 |      |
| 19   | 27 | Ruki Tobita         | Giappone      | 29.23 | 56.58 | 56.58 |      |
| 20   | 20 | Nicolas Huber       | Svizzera      | 50.46 | 54.58 | 54.58 |      |
| 21   | 14 | Hiroaki Kunitake    | Giappone      | 50.36 | 51.43 | 51.43 |      |
| 22   | 12 | Niek van der Velden | Paesi Bassi   | 26.51 | 46.03 | 46.03 |      |
| 23   | 29 | Darcy Sharpe        | Canada        | 45.46 | 25.15 | 45.46 |      |
| 24   | 25 | Sven Thorgren       | Svezia        | 40.73 | 34.71 | 40.73 |      |
| 25   | 22 | Jonas Bösiger       | Svizzera      | 40.11 | 17.58 | 40.11 |      |
| 26   | 24 | Matthew Cox         | Australia     | 34.46 | 39.98 | 39.98 |      |
| 27   | 26 | Clemens Millauer    | Austria       | 38.71 | 32.06 | 38.71 |      |
| 28   | 23 | Kalle Järvilehto    | Finlandia     | 15.06 | 28.73 | 28.73 |      |
| 29   | 7  | Leon Vockensperger  | Germania      | 25.15 | 26.41 | 26.41 |      |
| 30   | 30 | Niklas Mattsson     | Svezia        | 24.18 | 20.55 | 24.18 |      |

### Finale
Si considera il risultato della migliore delle 3 run.
| Pos.    | #  | Atleta            | Nazione     | Run 1 | Run 2 | Run 3 | Punti |
| ------- | -- | ----------------- | ----------- | ----- | ----- | ----- | ----- |
| Oro     | 11 | Maxence Parrot    | Canada      | 79.86 | 90.96 | 36.56 | 90.96 |
| Argento | 16 | Su Yiming         | Cina        | 78.38 | 88.70 | 66.58 | 88.70 |
| Bronzo  | 3  | Mark McMorris     | Canada      | 76.98 | 80.85 | 88.53 | 88.53 |
| 4       | 1  | Redmond Gerard    | Stati Uniti | 83.25 | 71.86 | 28.65 | 83.25 |
| 5       | 25 | Emiliano Lauzi    | Italia      | 80.01 | 27.48 | 39.48 | 80.01 |
| 6       | 6  | Chris Corning     | Stati Uniti | 31.58 | 20.78 | 65.11 | 65.11 |
| 7       | 7  | Mons Røisland     | Norvegia    | 29.01 | 63.33 | 52.53 | 63.33 |
| 8       | 19 | Kaito Hamada      | Giappone    | 25.90 | 15.91 | 59.36 | 59.36 |
| 9       | 4  | Sébastien Toutant | Canada      | 52.63 | 30.40 | 54.00 | 54.00 |
| 10      | 17 | Takeru Otsuka     | Giappone    | 52.75 | 50.58 | 52.80 | 52.80 |
| 11      | 21 | Ståle Sandbech    | Norvegia    | 29.05 | 27.43 | 39.66 | 39.66 |
| 12      | 8  | Sean Fitzsimons   | Stati Uniti | 29.48 | 29.61 | 26.61 | 29.61 |